# Římskokatolická farnost Polubný
Římskokatolická farnost Polubný (lat. Polauna) je církevní správní jednotka sdružující římské katolíky na území vesnice Polubný a v jejím okolí. Organizačně spadá do libereckého vikariátu, který je jedním z 10 vikariátů litoměřické diecéze. Centrem farnosti je kostel Narození svatého Jana Křtitele v Polubném.

## Historie farnosti
Farnost byla kanonicky zřízena od roku 1793. O tohoto roku jsou také vedeny matriky.

### Duchovní správcové vedoucí farnost
Začátek působnosti jmenovaného v duchovní správě farnosti od:
- 1789 par. vacat
- 8. 4. 1793 Frideric. Stengel, † 5. 3. 1810
- 1810 Wenc. Stollowsky, n. 14. 1. 1782 Klein Priesen, 8. 9. 1804, † 8. 11. 1841
- 1841 par. vacat, admin. Josef Prokop
- 19. 5. 1842 Josef Tobisch, n. 10. 11. 1798 Einsiedlens., o. 24. 8. 1822, † 10. 10. 1849
- 1849 Anton Wenschuh, n. 3. 10. 1821 Leipa, o. 26. 7. 1847, † 23. 10. 1877
- 4. 4. 1850 Josef Prokop, n. 2. 1. 1805 Hennersdorf., o. 4. 8. 1834, † 22. 6. 1874
- 8. 11. 1874 Anton Rösler, n. 24. 10. 1834 Neostadiens., o. 25. 7. 1861, † 24. 3. 1907
- 1907 Ferd. Schwind, n. 28. 3. 1875 Schönwald, o. 10. 7. 1898, † 24. 2. 1960
- 1. 11. 1918 Alois Braun, n. 1. 8. 1879 Bornheim (G), o. 8. 12. 1903, † 25. 5. 1959
- 2. 11. 1946 Anton Kollmann, admin. exc. z Příchovic
- 1. 11. 1968 Karel Máj, admin. exc. z Příchovic
- 1. 8. 1971 Josef Pavlas, admin. exc. z Příchovic
- 1. 4. 1979 Miroslav Šimáček, admin. exc. z Příchovic
- 1. 8. 1992 Jan Nekuda, admin. exc. z Příchovic
- 1. 6 . 1996 Pavel Jančík, admin. exc. z Příchovic
- 1. 9. 1996 Miroslav Šimáček, admin. exc. z Příchovic
- 1. 9. 2000 Vladimír Novák, admin. exc. z Příchovic
- 1. 8. 2012 Jozef Kadlic, admin. exc. z Příchovic
- 1. 7. 2020 Jiří Smolek, admin. exc. z Příchovic[3]

Kromě kněží stojících v čele farnosti, působili ve farnosti v průběhu její historie i jiní kněží. Většinou pracovali jako farní vikáři, kaplani, katecheté, výpomocní duchovní aj.
Mezi nimi byl i P. Ludvík Sobek, n. 15. 1. 1885 Šprochovice, o. 17. 7. 1910, zavražděný v noci z 24. na 25. 4. 1950 na faře v Petrovicích u Karviné příslušníky StB nebo místnímu komunisty (konkrétní viníky se nepodařilo identifikovat).

## Území farnosti
Do farnosti náleží území obce:
- Černá Říčka (Schwarzfluss[2])[p 2]
- Dolní Polubný (Unter Polaun[2])[p 2]
- Zelené Údolí (Grünthal[2])[p 2]
- Horní Polubný (Ober Polaun[2])[p 2]
- Jizerka (Klein Iser,[5] Wilhelmshöhe[2])[p 2]
- Kořenov (Wurzelsdorf)[p 2]
- (Neustück[2])[p 2]
- Polubný (Polaun)[p 2]
- Příchovice (Stephansruh[2])[p 2]

## Římskokatolické sakrální stavby na území farnosti
| Fotografie | Stavba                            | Místo   | Bohoslužby                      | Zeměpisné souřadnice             | Status       | Číslo kulturní památky           |        |
| Kostel | Kostel                            | Kostel  | Kostel                          | Kostel                           | Kostel       | Kostel                           | Kostel |
| --- | --------------------------------- | ------- | ------------------------------- | -------------------------------- | ------------ | -------------------------------- | ------ |
| | Kostel Narození sv. Jana Křtitele | Polubný | bližší informace o bohoslužbách | 50°46′16″ s. š., 15°20′47″ v. d. | farní kostel | 51002/5-4796 (Pk•MIS•Sez•Obr•WD) |        |
| Některé drobné sakrální stavby a pamětihodnosti lze dohledat zde v databázi Drobné sakrální památky Zaniklé sakrální stavby lze dohledat zde v databázi Poškozené a zničené kostely, kaple a synagogy v České republice |                                   |         |                                 |                                  |              |                                  |        |

Ve farnosti se mohou nacházet i další drobné sakrální stavby, místa římskokatolického kultu a pamětihodnosti, které neobsahuje tato tabulka.

## Příslušnost k farnímu obvodu
Z důvodu efektivity duchovní správy byl vytvořen farní obvod (kolatura) farnosti Příchovice, jehož součástí je i farnost Polubný, která je tak spravována excurrendo. Přehled těchto kolatur je v tabulce farních obvodů libereckého vikariátu.